# Open Jongeren Vereniging De Koornbeurs

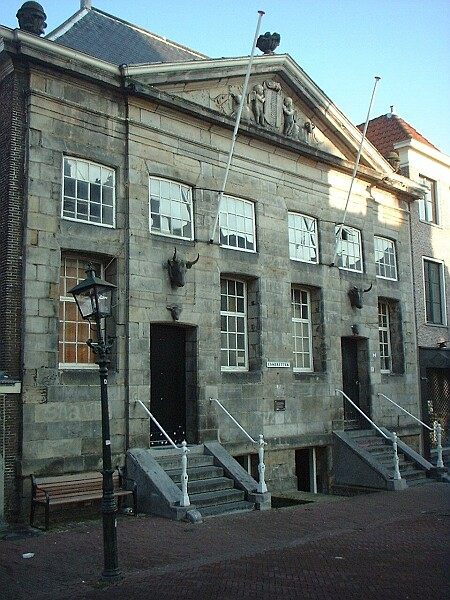
Het pand van de OJV de Koornbeurs

Open Jongeren Vereniging De Koornbeurs is een vereniging voor studenten en andere jongeren in Delft.

## Karakteristieken
OJV de Koornbeurs is een open jongerenvereniging. Het ledenbestand bestaat uit studenten aan de TU Delft, HBO-studenten, pas afgestudeerden en andere Delftse jongeren. De vereniging heeft als doelstelling "een bijdrage te leveren aan de persoonlijke en maatschappelijke bewustwording van jongeren, een ontmoetingspunt te zijn voor jongeren, een kritische en actieve houding ten aanzien van de maatschappij te bevorderen en bij te dragen aan de strijd tegen het maatschappelijk onrecht en voor een betere samenleving." De vereniging is aangesloten bij de Verenigingsraad Delft.
Als verenigingspand wordt gebruik gemaakt van het rijksmonument De Koornbeurs. In de kelder bevindt zich het keldercafé, en op de zolder van het pand de theezolder. Beiden zijn meerdere dagen per week geopend. De vereniging organiseert regelmatig diverse activiteiten zoals cabaret, bandjes, feesten en lezingen. Ook zijn er enkele jaarlijks terugkerende activiteiten, zoals het kennismakersweekend voor aspirantleden, 24 uurs Koornbeurs en de MOE. Ook doet de Koornbeurs mee aan de OWee, de Delftse introductieweek. Het Forum is sinds rond 1950 het verenigingsblad.

## Geschiedenis
OJV de Koornbeurs is oorspronkelijk ontstaan uit de Delftse afdeling van de landelijke vereniging Societas Studiosorum Reformatorum. S.S.R. Delft werd opgericht in 1907 en heropgericht in 1912. In 1940 werd de S.S.R.D. eindelijk door de toenmalige Technische Hogeschool erkend als studentenvereniging. In de zware oorlogsjaren werd de S.S.R.D. ontbonden. Leden van de S.S.R.D. waren actief in het verzet tegen de bezetter. Twaalf leden kwamen in de strijd om het leven. Toen de oorlog afgelopen was, stelde de gemeente Delft de S.S.R.D. de kelder van de Koornbeurs ter beschikking voor gebruik als sociëteit, een monumentaal pand op de hoek van de Cameretten/Voldersgracht.
Vanaf eind jaren 50 maakte de vereniging een sterke groei door en werden steeds meer activiteiten opengesteld voor niet-leden. Deze groei leidde ertoe dat het begin jaren 60 begon te rommelen binnen de vereniging en er onenigheid ontstond over de grondslag. Een deel wilde vooral graag geestelijk gevormd worden, terwijl een ander deel meer heil zag in de gezelligheidsaspecten van de vereniging. De vraag of er wel of niet gemengd gedanst mocht worden tijdens feesten, was de druppel die de emmer deed overlopen. Het deel van de vereniging dat het meeste waarde hechtte aan het behoud van de christelijke identiteit, splitste zich in 1961 af en richtte C.S.R.-Delft op.
In 1966 was S.S.R.D. een bruisende studentenvereniging die uit de muren van sociëteit de Koornbeurs barstte.
Op 26 en 27 oktober 1966 werd ter gelegenheid van het elfde lustrum het landelijk studentenkabaretfestival Cameretten ’66 georganiseerd, wat leidde tot het ontstaan van het landelijke Camerettenfestival. Naast jaarclubs kende S.S.R.D. verschillende onderverenigingen (waaronder toneelvereniging Bubastis, muziekgroep Lyra en sportvereniging Ariston) en 21 disputen.
De vrijheid van de jaren zeventig had een grote weerslag op de vereniging. Er gingen stemmen op om de grondslag van de vereniging te veranderen. De wrijving tussen het conservatieve en het progressieve deel werd steeds heftiger. In 1970 was het bijna onmogelijk om een nieuw bestuur te vinden, terwijl er bijna 700 leden waren. Er werd besloten om de vereniging op te heffen. Op de valreep werd er toch nog een nieuw bestuur gevonden, dat gesteund werd door 250 leden. Het ledenaantal werd hierdoor meer dan gehalveerd. Eind jaren 70 werd in de statuten opgenomen dat ook niet-studenten lid konden worden en verdwenen de puntjes uit de afkorting. De naam werd gewijzigd in Jongerenvereniging SSRD. Eind jaren tachtig waren er nog maar 120 leden, een dieptepunt in de historie.
Hoewel de afkorting SSRD nog wel gebruikt werd (zo verscheen op een wervend spandoek ooit de tekst "Samen Sterk, Resoluut Doorgaan"), profileerde de vereniging zich naar buiten toe in de jaren 80 steeds meer onder de naam van het pand waarin ze gehuisvest was, ofwel De Koornbeurs. In 1991 veranderde de vereniging haar naam definitief in Open Jongerenvereniging de Koornbeurs.
Na jaren zonder enige dispuutsstructuur werd in 2008 weer een dispuut opgericht, op initiatief van het scheidend 96ste bestuur. Het nieuwe dispuut, Redux, had ten doel om onderlinge betrokkenheid tussen de dispuutsleden te stimuleren. De oprichting van enkele andere disputen zou de jaren daarop volgen.

## Interne structuur
De vereniging heeft een bestuur dat jaarlijks wisselt, verschillende commissies die activiteiten organiseren, en enkele disputen voor het stimuleren van onderlinge betrokkenheid.